# Riera de Llémena
La Riera de Llémena és un afluent del Ter pel seu marge esquerre, d'orientació nord-oest-sud-est. La seva conca s'estén pels municipis de Sant Aniol de Finestres, Sant Martí de Llémena, Canet d'Adri i Sant Gregori formant així la unitat bàsica geogràfica de la Vall de la Llémena; queda limitada pel seu costat nord-oriental per la Serra de Finestres, la Serra de Portelles i el Massís de Rocacorba i pel costat sud-occidental per la Serra de les Medes, Els Cingles de Sant Roc i la Muntanya de Sant Grau.
Aquest curs fluvial està condicionat des del seu naixement per l'envasadora d'aigua mineral aigües de Sant Aniol, que n'extreu una part desconeguda del seu cabal. Tot i així aquesta riera té una qualitat notable i a les seves aigües s'hi poden trobar anfíbis, mol·luscs o invertebrats i altres indicadors de qualitat. A la llera hi ha verns i altres espècies d'arbres i plantes que també denoten la qualitat dels recurs. També s'hi troben espècies d'aus com el blauet o la cuereta groga. tots ells indicados de la qualitat d'un riu.

## Afluents
- Riera de Granollers
- Riera de Canet

## Poblacions que travessa
- Sant Aniol de Finestres
- Sant Esteve de Llémena
- Sant Martí de Llémena
- Llorà
- Sant Gregori

## Medi físic
El riu Llémena neix a la serra de Finestres i geològicament els relleus que la condueixen pertanyen a la serralada Transversal. L'espai està format per gresos, margues i roques calcàries que van sedimentar durant el terciari. Posteriorment, l'orogènesi alpina va alçar també aquest fons marí que, després, en el període de distensió del plegament, es va fracturar en una sèrie de falles que han fet aflorar, al sud de la Vall, els materials antics del sòcol primari: esquistos i granits, que configuren la serra de Sant Grau. La vall d'aquest riu també presenta certes dosis dels materials volcànics que caracteritzen la comarca de la Garrotxa. Tot i ser un riu de muntanya, en general té un curs tranquil i s'hi pot observar la geologia subjacent dels còdols i els afloraments rocosos.

## Biodiversitat
Els diferents microclimes existents a l'Esapi donen lloc a ambients naturals molt diversos, cosa que es reflecteix en l'elevada biodiversitat. Destaquen especialment les vernedes de la vall del Llémena pel seu bon estat de conservació i grau de naturalitat, qualitats que permeten que s'hi arrecerin i hi criïn espècies de fauna d'interès com la llúdriga (Lutra lutra), el barb de muntanya (Barbus meridionalis) o el cranc de riu europeu (Austropotamobius pallipes lusitanicus).

### Vegetació i flora
La vegetació és variada: des de prats de dall muntanyesos (Ophioglosso-Arrhenateretum) amb freixes (Fraxinus sp) fins a vernedes (Lamio- Alnetum glutinosae). El vern (Alnus glutinosa) és un dels arbres més abundants al bosc de ribera del riu Llémena.

### Fauna
Cal assenyalar la llúdriga (Lutra lutra), el barb de muntanya (Barbus meridionalis) i el cranc de riu europeu (Austropotamobius pallipes).
Pel que fa a la fauna invertebrada, cal esmentar la presència d'uniònids.

## Protecció
L'Espai Natural Protegit del Riu Llémena va ser incorporat al PEIN pel Decret 328/1992, pel qual s'aprovava el PEIN. Aquest Espai va ser declarat per primera vegada com a LIC el 2006, mitjançant l'Acord del Govern 112/2006, de 5 de setembre, que va aprovar la xarxa Natura 2000 a Catalunya.